# Kolumbus vor dem Rat in Salamanca
Kolumbus vor dem Rat in Salamanca, englisch Christopher Columbus Before the Council of Salamanca, französisch Christophe Colomb devant le conseil de Salamanque, ist der Titel eines Historiengemäldes von Emanuel Leutze aus dem Jahr 1841. Es ist das erste in seinem Werkzyklus über Christoph Kolumbus und zeigt den Seefahrer, wie er 1486 einem Gremium aus Geistlichen und Gelehrten seinen Plan zur Entdeckung eines Seewegs nach Indien vorstellt.

## Beschreibung und Bedeutung
Das figurenreiche, von starken roten Akzenten beherrschte Gemälde zeigt Kolumbus’ Vortrag vor dem Rat der Weisen. Dieses Gremium, das aus Gelehrten und Geistlichen bestand, kam 1486 auf Wunsch von König Ferdinand II. von Aragón im Kloster San Esteban in Salamanca zusammen, um die Vorschläge und Argumente des Seefahrers zu studieren. Das mittelalterliche Gemäuer und das weite Gewölbe eines mächtigen steinernen Klostersaals, der die Szene umschließt, liegen weitgehend im Dunkeln. Das Licht erhellt die Figuren von Männern, die an einer großen, rot gedeckten Tafel versammelt sind. Am Kopf des Tisches, auf dem sich Instrumente, Bücher und Karten stapeln, steht Kolumbus und weist mit der Linken auf seinen Plan zur Entdeckung eines Seewegs nach Indien. Der Seefahrer steht aufrecht, seine Haltung, besonders die Gestik seiner Hände, unterstreicht das von ihm selbstbewusst vorgetragene Konzept. Im Profil seiner markanten Gesichtszüge zeigt sich ein ernster, gerader Blick auf die ihm am anderen Tischende im Halbkreis gegenübersitzenden Autoritäten. Auf einem Podest erhöht thronen dort ein Kardinal mit Galero und ein Bischof mit Mitra. Während die Mine des Bischofs auf die Zweifel hindeutet, die den Plänen von Kolumbus entgegengebracht werden, verweist der Kardinal mit seiner Rechten auf ein aufgeschlagenes großes Buch, als finde er dort eine Erkenntnis, die in der anstehenden Frage Aufschluss bietet. In den Gesichtern und Haltungen der weiteren Personen, die der Szene beiwohnen, zeigen sich eine Bandbreite weiterer, durchaus auch empathischer Reaktionen.

## Entstehung und Rezeption
Der deutsch-amerikanische Maler Emanuel Leutze reiste nach einer ersten Ausbildung in der Malerei, die er in Philadelphia erhalten hatte, nach Europa, um an der Kunstakademie Düsseldorf eine akademische Ausbildung als Kunstmaler zu erhalten. Angeblich wegen Überbelegung der Klassen dort zunächst nicht zugelassen, wandte sich Leutze an Carl Friedrich Lessing, der ihn vermutlich gleich zu Beginn des Jahres 1841 in sein Meisteratelier an der Akademie aufnahm. 1841/1842 war er Schüler bei dem Akademiedirektor Wilhelm Schadow. In dieser Studienzeit begann er damit, die erworbenen Kenntnisse in der Historienmalerei der Düsseldorfer Schule auf amerikanische Geschichtsthemen und Identitätsdiskurse anzuwenden.
Angenommen wird, dass Leutze in Lessings Atelier mit dem Bild begann und innerhalb von sieben Monaten diese Komposition schuf, die sein erstes großes Werk im Fach der Historienmalerei darstellt. In der Schilderung des historischen Stoffes folgte er dem zeitgenössischen amerikanischen Schriftsteller Washington Irving, der 1828 durch eine Biografie über Kolumbus dessen geschichtliche Bedeutung in Form einer teilweise fiktionalen Erzählung einem breiten Publikum vermittelt hatte. Aus dem Englischen übersetzt war diese Biografie noch im gleichen Jahr in Frankfurt am Main in deutscher Sprache erschienen.

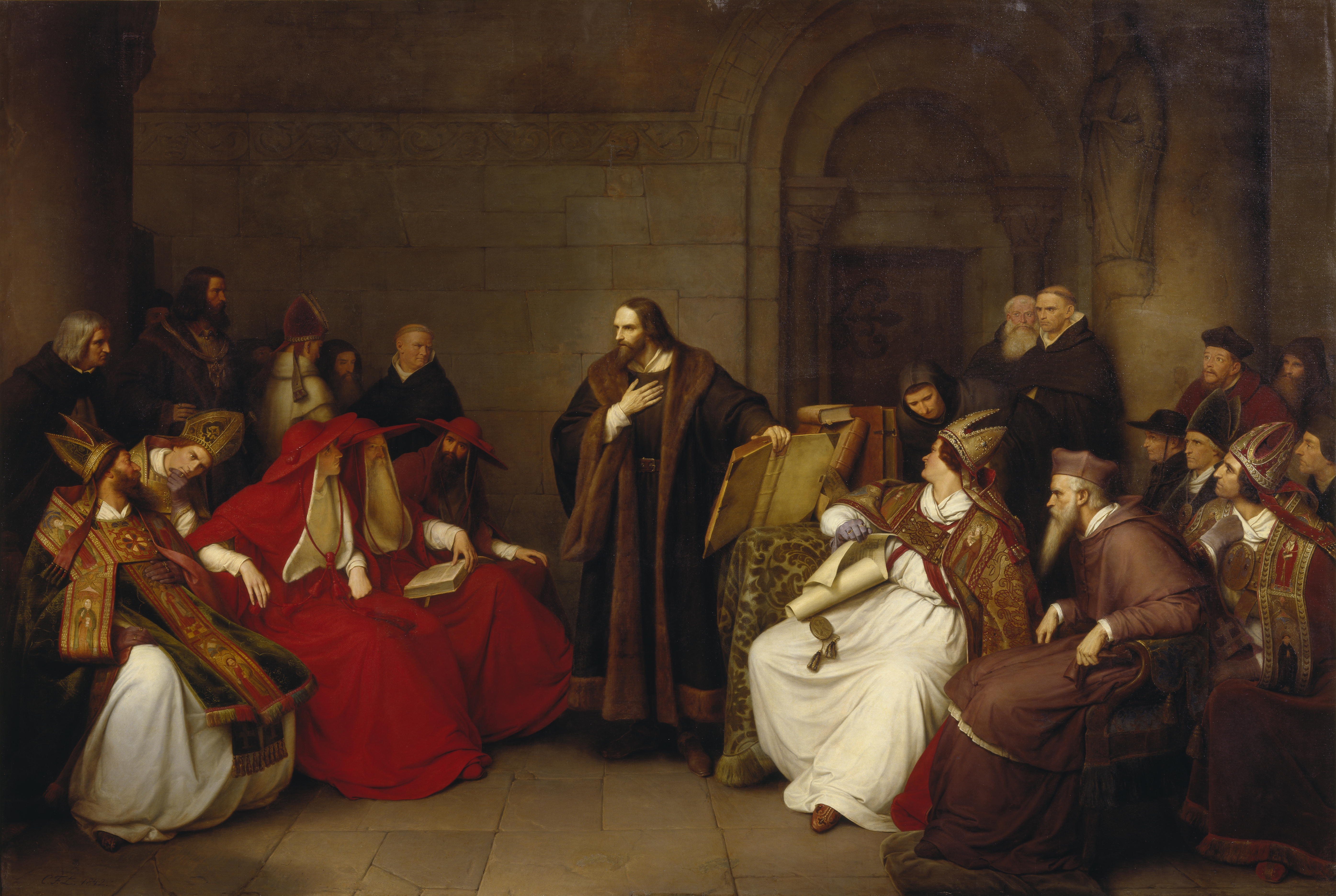
Carl Friedrich Lessing: Jan Hus zu Konstanz, 1842

Offenkundig sind kompositorische und formale Bezüge zu Lessings Gemälde Jan Hus zu Konstanz, das gerade in Entstehung war, als Leutze sein Bild schuf. In psychologisierender Differenzierung verschiedener Charaktere kreierten Lessing wie Leutze die nationalheroische Darstellung eines Protagonisten der Geschichte und stellten ihm Reaktionen eines feindlich gesinnten oder zweifelnden Gelehrtengremiums gegenüber. Beide Maler ergriffen jeweils Partei durch ihre edle Auffassung der Hauptfigur.
Der Düsseldorfer Maler Adolph Schroedter, der Leutzes Bild sah, schrieb seinem Malerfreund Wilhelm Nerenz am 30. Juli 1841:

„… und Columbus vor den Gelehrten zu Salamanca von Loitze [sic], einem Amerikaner, der erst seit einem halben Jahr hier ist; höchst talentvoll und wirklich viel versprechend.“

Der Schriftsteller Wolfgang Müller von Königswinter beschrieb das Bild in seinem 1854 publizierten Rückblick auf das künstlerische Wirken der Düsseldorfer Malerschule:

„Der Künstler zeigt uns hier diese würdige Versammlung in einem alterthümlichen, mystisch beleuchteten Raume, dessen Anblick uns gleich mit dem Gedanken vertraut macht, daß hier ein Wohnort der Gelehrsamkeit vor uns liegt. Um einen großen, mit Büchern und Instrumenten bedeckten Tisch sehen wir in verschiedenen Gruppen, hier sitzend, dort stehend, die Männer vereinigt, welche den großen Entdecker der neuen Welt einer knabenhaften Prüfung unterwerfen wollen. In den vielfachen Persönlichkeiten hat Leutze eine Fülle von individualisierendem Talente an den Tag gelegt. Man erblickt hier die eingebildete, trockene Wissenschaftlichkeit, den gelehrten Hochmuth, die dialektische Zweifelsucht, die stumpfe Bornirtheit, dann aber auch die aufrichtige Theilnahme, den frischen Geist der Fortbildung, die Freude der freien Forschung an den Sätzen des einfachen Seemannes. Die Vertreter des Alten sind aber bei weitem vorwiegend. Gegen sie bildet die einfache, edle Gestalt des Columbus mit seinem poetischen Ausdruck der Überzeugungstreue, einen wunderbaren Contrast. Der Künstler stellte es außer allem Zweifel, auf welcher Seite das Recht ist. Man sucht es vergebens in der Reihe jener dogmatisch geschulten Scholastiker, man findet es sogleich in dem natürlichen, kräftigen Seehelden, dem die Natur ihre ewigen Wahrheiten zugeflüstert hat. Dieses Gemälde machte ein ungewöhnliches Aufsehen in Düsseldorf, man staunte über das reiche Talent eines Neulings, man stellte schon nach dieser Probe den Maler in die erste Reihe.“

## Provenienz
Das Gemälde wurde von Sommer bis Herbst 1841 auf der Jahresausstellung in der Kunstakademie Düsseldorf ausgestellt und auf Empfehlung von Wilhelm Schadow durch den Kunstverein für die Rheinlande und Westfalen gekauft. Durch dessen Verlosung kam es alsbald in den Besitz des Köln-Duisburger Zuckerfabrikanten Johann Jakob vom Rath (1792–1868). 1858 war es in München ausgestellt. Noch im Jahr 2001 galt es danach als verschollen. Als es 2011 in einem Katalog von Bonhams auftauchte, wurde es von Christopher Forbes (* 1951), dem Präsidenten der American Friends of the Louvre, bemerkt. Mit Unterstützung von Christopher Forbes, Michael Huffington und anderen anonymen Spendern erwarben es die American Friends of the Louvre und schenkten es im Februar 2012 dem Louvre.